# Kalangi
Kalangī (persiska: كلنگی) är en ort i Iran.   Den ligger i provinsen Hormozgan, i den sydöstra delen av landet, 1 200 km sydost om huvudstaden Teheran. Kalangī ligger 11 meter över havet och antalet invånare är 108.
Terrängen runt Kalangī är platt åt sydväst, men åt nordost är den kuperad.Runt Kalangī är det ganska glesbefolkat, med 25 invånare per kvadratkilometer. Trakten runt Kalangī är ofruktbar med lite eller ingen växtlighet.